# 네버 엔딩 러브
네버 엔딩 러브(Never Ending Love, 부제 : 끝나지 않는 사랑)는 대한민국 게임사인 열림커뮤니케이션에서 제작한 연애 육성 시뮬레이션 게임이다. 1999년에 발매하였던 대한민국 연애 시뮬레이션 게임으로 당시에 이메일 시스템을 도입하였다. 

## 소개
1999년에 발매되었던 한국형 연애 시뮬레이션 게임으로 게임 사용자가 게임 속에 나오는 5명의 소녀 캐릭터들을 육성 및 공략하는 게임이다. 게임 내용상 소녀 캐릭터들에게 편지를 보낼 수 있는 이메일 시스템을 도입하였으며 여기에 비주얼폰 시스템을 부가로 도입하였다. 

## 등장인물
- 유진

이 게임에 등장하는 히로인. 타지에서 있다가 전학을 온 여학생으로 모든 남학생들의 선망이 되었으며 주인공에게 심적으로 도움을 준다. 
- 채리

이 게임에 등장하는 히로인. 모범생 타입이며 주인공 교실의 반장이다. 유진을 라이벌 관계로 의식한다. 
- 제이

이 게임에 등장하는 히로인. 오토바이를 즐겨타는 보이시하고 쿨한 성격으로 위험한 놀이를 즐기는 모험적인 성격이다. 
- 반디

이 게임에 등장하는 히로인. 주인공과 같은 동네에 사는 소녀로 사진촬영을 취미로 하며 잘 삐지는 성격이다. 
- 아미

이 게임에 등장하는 히로인. 히로인 중 주인공들이 3학년으로 진급할 때 뒤늦게 등장하는 소녀로 수영부 소속이다.